# Amchitka (álbum de Joni Mitchell, James Taylor y Phil Ochs)
Amchitka es un doble CD lanzado en 2009 de la grabación del concierto benéfico que Joni Mitchell, James Taylor y Phil Ochs dieron el 16 de octubre de 1970 en el Coliseo del Pacífico en Vancouver. Aquel evento financió las protestas de Greenpeace contra las pruebas nucleares de 1971 llevadas a cabo por la Comisión de Energía Atómica de Estados Unidos en Amchitka, Alaska.
Irving Stowe, uno de los miembros fundadores de Greenpeace, organizó el concierto benéfico con la ayuda de Joan Baez. Ella no puedo aparecer, pero puso en contacto a Stowe con Mitchell, y Mitchell pidió a su novio de entonces, Taylor, que se uniese al concierto. La familia Stowe ayudó con el concierto, pero no pudieron obtener los permisos necesarios hasta que John Timmins, hermano de los miembros de Cowboy Junkies, se involucró en Greenpeace. La participación de Timmins contactando a los representantes de Mitchell y Taylor y consiguiendo los permisos necesarios fue esencial.

## Lista de canciones
Disco uno
1. Introduction Irving Stowe 1:38
2. Introduction of Phil Ochs 0:11
3. "The Bells" (E.A. Poe/P. Ochs) 3:09
4. "Rhythms of Revolution" 4:25
5. "Chords of Fame" 2:47
6. "I Ain't Marching Anymore" 3:01
7. "Joe Hill" 7:10
8. "Changes" 3:36
9. "I'm Gonna Say It Now" 2:57
10. "No More Songs" 3:49
11. Introduction of James Taylor 0:32
12. "Something in the Way She Moves" 3:09
13. "Fire and Rain" 3:52
14. "Carolina in My Mind" 4:39
15. "Blossom" 2:30
16. "Riding On a Railroad" 3:04
17. "Sweet Baby James" 3:27
18. "You Can Close Your Eyes" 2:31

Disco dos
1. Introduction of Joni Mitchell 0:17
2. "Big Yellow Taxi"/"Bony Moronie" (Larry Williams) 4:00
3. "Cactus Tree" 4:28
4. "The Gallery" 4:26
5. "Hunter" 2:36
6. "My Old Man" 4:29
7. "For Free" 5:08
8. "Woodstock" 5:16
9. "Carey"/"Mr. Tambourine Man" (Bob Dylan) 10:13 [duet with Taylor]
10. "A Case of You" 4:44
11. "The Circle Game" 2:38 [duet with Taylor]